# Список глав государств в 57 году
| 56 ← Список глав государств по годам → 58 |

## Африка
- Мероитское царство — Аманитенмемиде, царь  (ок. 47 — ок. 62)

## Азия
- Адиабена — Монобаз II, царь (ок. 55 — сер. 70-х)
- Анурадхапура — Яссалалака, царь (52 — 60)
- Армения Великая — Трдат I, царь (53 — 54, 55 — 58, 62 — 88)
- Армения Малая — Аристобул Халкидский, царь (54/55 — 72)
- Иберия — Фарсман I, царь  (1 — 58)
- Индо-парфянское царство — Абдагас, царь (ок. 46— ок. 60)
- Китай (династия Восточная Хань):
  - Гуан У-ди (Лю Сю), император (25—57)
  - Мин-ди (Лю Чжуан), император (57 — 75)
- Коммагена — Антиох IV,  царь (38 — 40, 41 — 72)
- Корея (Период Трех государств):
  - Когурё — Тхэджохо, тхэван (53 — 146)
  - Пэкче — Тару, тхэван (29 — 77)
  - Силла:
    - Юри, исагым (24 — 57)
    - Тхархэ, исагым (57 — 80)
- Кушанское царство — Куджула Кадфиз, царь (ок. 30 — ок. 80)
- Набатейское царство — Малику II, царь (40—70)
- Осроена:
  - Ману V, царь  (50 — 57)
  - Ману VI, царь (57 — 71)
- Пэкче — Тару (29—77)
- Парфия — Вологез I,  шах (51 — 78)
- Понтийское царство — Полемон II, царь (38 — 62)
- Сатавахана:
  - Хала,  махараджа (56 — 67)
  - Мандилака,  махараджа (57 — 62)
- Харакена — Аттамбел IV,  царь (54/55 — 63/64)
- Хунну — Хань, шаньюй (56 — 59)
- Элимаида — Ород II,  царь (ок. 50 — ок. 70)
- Япония — Суйнин, тэнно (император) (29 до н. э. — 70 н. э.)

## Европа
- Боспорское царство — Котис I, царь (45 — 63)
- Дакия — Скорило, вождь (29 — 68)
- Ирландия — Эллим мак Конрах, верховный король (56 — 76)
- Ицены — Прасутаг, тигерн (ок. 47 — 60)
- Римская империя:
  - Нерон, римский император (54—68)
  - Нерон, консул (57)
  - Луций Кальпурний Пизон, консул (57)

## Галерея

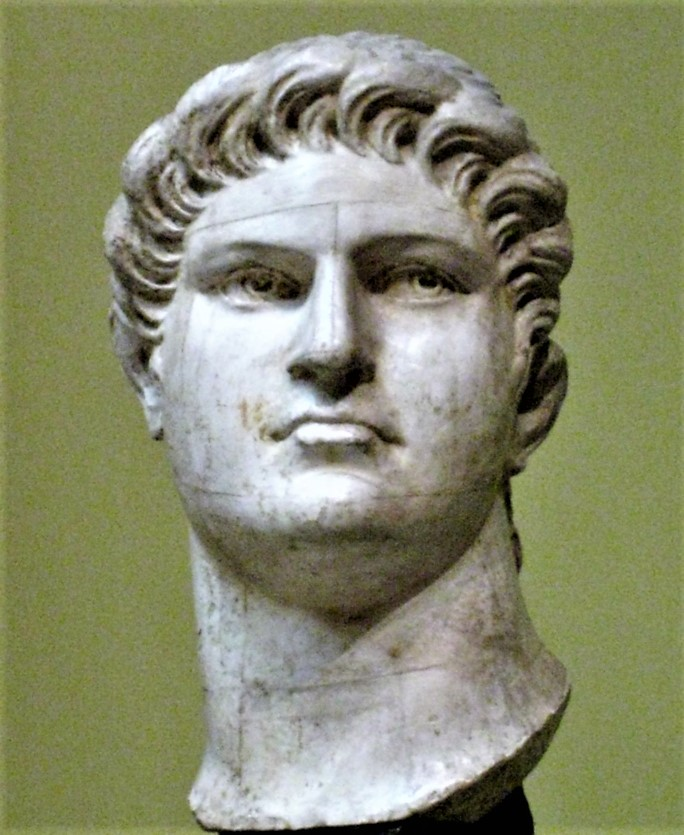
Нерон 54—68 Император Римской империи
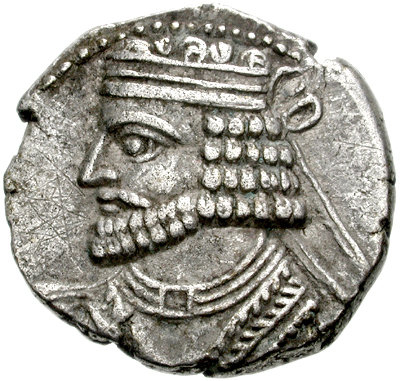
Вологез I 51—78 Шах Парфии
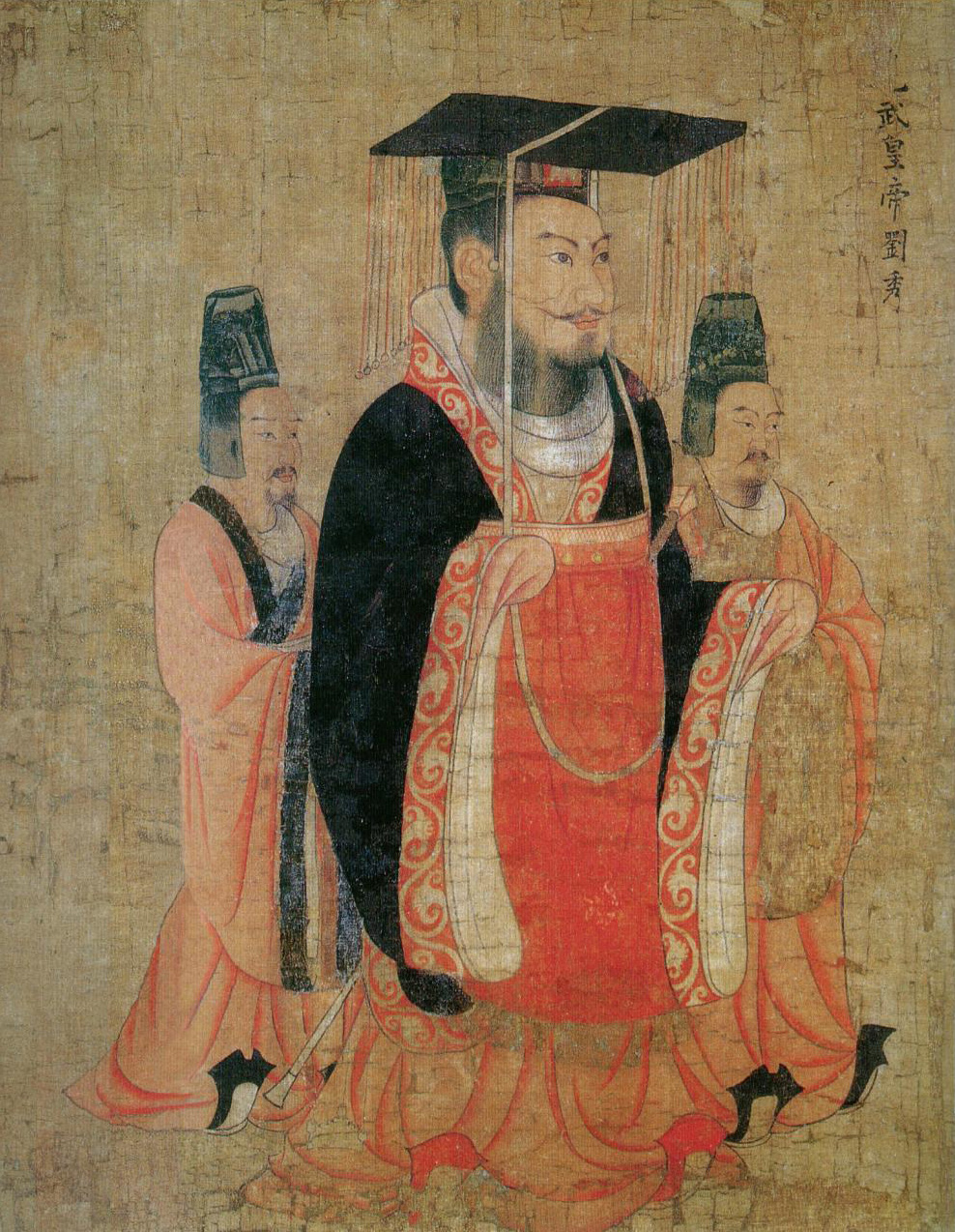
Гуан У-ди 25—57 Император Восточной Хань
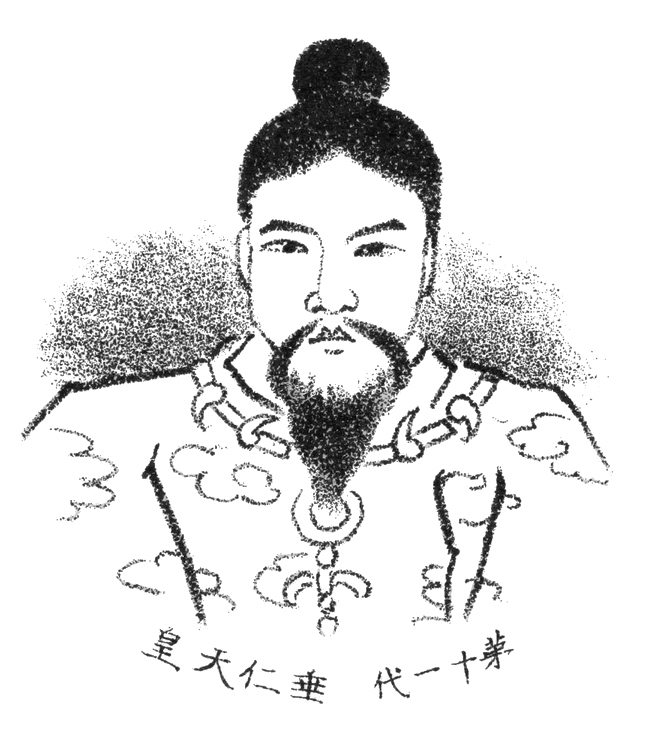
Суинин 29 до н.э.—70 Император Японии